# 本城和彦
本城 和彦（ほんじょう かずひこ、1960年7月12日 - ）は、東京都生まれ の元早稲田大学ラグビー蹴球部・サントリー選手、元日本代表。

## 略歴
中学時代はサッカースクールに通いながらバレーボール部に所属、陸上部の助っ人も務めた。しかし早大野球部に在籍した父親の影響で、早稲田に進んで「アカクロのジャージ」を着るという決意がこの頃から強かった。國學院久我山高校に進み、スタンドオフとして高校屈指の重量フォワードを操り第58回全国高校ラグビー大会で優勝し、高校日本代表にも選ばれた。
1979年、早大に進学。早々にスタンドオフの定位置を確保、以来不動のスタンドオフとして対抗戦32試合・ポストシーズン11試合の全公式戦43試合にフル出場。在学中から日本代表に選出された。卒業後はサントリーに進む。引退後はサントリーに勤務しながらチームと早大、日本協会の要職を歴任。7人制日本代表の監督も務めた。
2014年12月、出向先のティップネスが日本テレビホールディングス傘下に入ったことを機に、ティップネスでの仕事を続けるべく転籍。2017年6月には日本テレビ放送網スポーツ局に移った。

## 「本城伝説」
- 高校時代に重量フォワードを擁したチームの司令塔だったのに比べて、進学した早稲田は軽量フォワードだった。おまけにチームは1977年の不祥事発覚によって一気に低迷期に入っていた。本城の進学は同期の吉野俊郎・津布久誠（つぶく まこと）の入学とともに待望のものであった。実際、入学早々の部内試合で一軍に抜擢、そのプレーで周囲の度肝を抜いて見せた。
- 以来、4年間の公式戦全試合にフル出場、1981年の招待試合ではダブリン大を破った。4年間のプレースキックはすべて本城が蹴り、成功率は56.1％（トライ後のコンバージョンに限る。対抗戦のみ）。対抗戦通算で24トライ、4ドロップゴール。
- そのプレーは華麗の一言に尽きた。プレースキックだけでなくパントやロングキックも精確、さらに軽量フォワードのハンディを背負いながら緩急やパスワーク、ステップワークをフルに駆使して絶妙の間合いで相手ディフェンスを軽やかに切り裂いてみせる。スリリングにして鮮やかなゲームメイクで数々のプレー・名試合を演出、ラグビーセンスにあふれたそのプレーは来日したフランス代表の監督をして「インテリジェンスを感じた」と評価されるほどだった。
- そうした華麗なプレースタイルに加えて、甘いマスク・華奢な容姿（決してひ弱ではないのだが）も相まって、特に女性からの支持を高く集めた。練習場である東伏見グラウンドには「東伏見族」と呼ばれる早大ファン（主に男性）を押しのけるように多数の女性たちが集まって本城の練習を息を潜めて見守り、秩父宮や国立競技場には満杯のファンが詰めかけた[3]。専門誌はもとよりスポーツ誌や一般誌の表紙を本城が飾るなど、まさにラグビー界のアイドルだった。その加熱ぶりはのちの平尾誠二や、新日鐵釜石・神戸製鋼などの人気も及ばなかった。
- その象徴的な試合が1981年12月6日の早明戦。定員を超え今後も破られないと言われる国立競技場最多の66,999人を集めた。試合は明治圧倒的有利の戦前評・10kg以上のFWの平均体重差を覆し、早稲田が5年ぶりの早明戦勝利を遂げた。
- ラグビー界最大のスターだった本城だが、わずかにディフェンス、特にタックルが甘かったことから日本代表としての評価は低く、WTBでの獲得と合わせ代表キャップ10に留まった。丁度その当時、松尾雄治が日本代表不動のスタンドオフとして君臨していたという不運もあった。